# Древнеирландское право

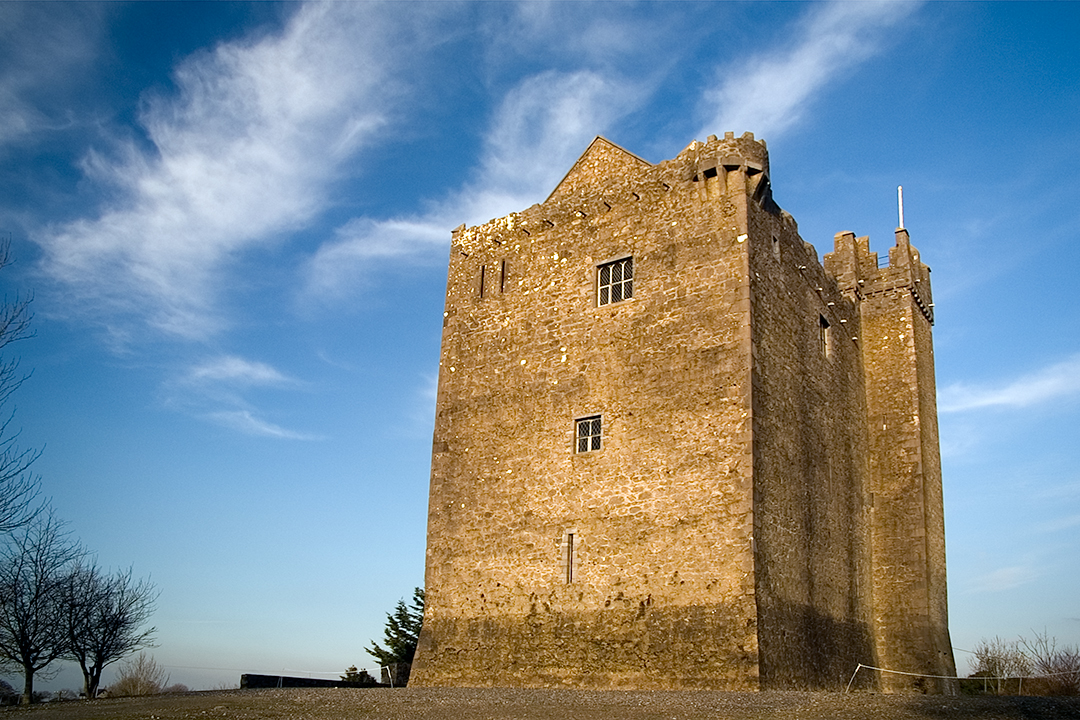
Замок Рэдвуд в в графстве Типперэри, хотя и был построен норманнами, позже принадлежал семье юристов МакИганов и служил как школа ирландского права.

Средневековое ирландское право или древнеирландское право (иногда используются устаревшие английские термины брегонский закон или «закон брегонов» (англ. brehon law) — свод древнеирландских законов, действовавших на всём острове до вторжения англичан; в некоторых общинах Коннахта, Мунстера и Ольстера ирландское право продолжало действовать вплоть до эпохи королевы Елизаветы, то есть до начала XVII века. Английское название происходит от др.‑ирл. brithem «судья». В самих текстах обобщающее название традиционных ирландских правовых норм — fénechas; иногда также употребляется термин bérla Féne «речения фениев».

## Основные нормы ирландского права

### Земельное право и статус
В «Сенхас-море» на первом плане ежегодные переделы пахотной земли, считавшейся в общинном владении; такое разделение существовало у кельтов в самые отдалённые времена, в Ирландии сохранялось до 1782 г., а в горных общинах Шотландии и Уэльса встречается и ныне. Хотя кельты не препятствовали отдельным членам общины приобретать в личную собственность участки земли, но подворное, или хуторное, хозяйство у них не привилось и члены семьи (законные и незаконные) сообща пользовались пахотною и пастбищною землями, а также всякими продуктами в хозяйстве. Сама семья занимала общую усадебную постройку, называемую crich; несколько таких «крихов» образовывали túath (нечто вроде баронства), которые соединялись в mór túath, соответствующий отчасти русской волости.
Позднее явились в «мор туате» главари, называемые rí («король»); сила и значение таких ри зависела от многих причин, среди которых немаловажное значение имели fuidhir (буквально значит ломанный человек), напоминающие древнерусского изгоя.
Личность, удалённая за что-нибудь из клана, а следовательно, лишённая земельных и наследственных прав, становилась fuidhir и приискивала себе покровителя среди королей; королёк давал ему участок пустующей земли, за которую изгой обязывался лично служить своему покровителю с оружием в руках.
Уже в отдалённые времена вокруг королей собирались довольно многочисленные дружины земледельцев-воинов, которые, конечно, содействовали усилению власти королей и гнёту народа; таким образом, постепенно, из скромных главарей возникли политически сильные короли, которых в Ирландии было пять (Ульстер, Мунстер, Коннахт, Лейнстер и Мит, принадлежащие фамилиям О’Нейль (О’Нил), О’Бриен (О’Брайен), О’Коннор, Мак-Моруг и О’Мелаглин).
Сословных степеней было несколько, но большим значением пользовались aire («благородные»), которые, согласно Senchаs már и другим законодательным трактатам, должны были обладать определённым количеством скота, земледельческих орудий, домашнего скарба (перечисление которого указывает на простоту условий жизни в ту отдалённую эпоху), наконец, определённых размеров домом с двором, площадь которого была различна для каждой сословной степени. Обыкновенно бревенчатый дом у высших классов занимал в длину 17 до 27 ф., а ширина двора определялась главою дома, который садился на порог входной двери и бросал перед собою известную тяжесть, остановка которой определяла границу сдворочного места.
Кроме свободных граждан общины, имевших право владеть землёй, избирать и быть избираемыми на общественные должности, у ирландцев существовали рабы, контингент которых пополнялся благодаря разбойничьим морским набегам в Шотландию, Южную Англию и Бретань; рабы обрабатывали землю, пасли стада своих хозяев и не пользовались никакими правами, пока землевладелец-дворянин не находил возможности предоставить им звание своих арендаторов, называемых также часто fuidhir.
Выше отпущенных на свободу рабов стоял класс людей, соответствующий римским клиентам, туземного происхождения и называемый faifs; за право пользования земельным участком эти faifs вносили один из трёх разрядов оброка, смотря по соглашению с юридическим владельцем земли; этот оброк состоял почти исключительно из сельскохозяйственных продуктов и только позднее перешёл на деньги.
Как у большинства доисторических народов, монетною единицею ирландцев был скот и, главным образом, корова. Благосостояние свободных людей зависело главным образом от земли, а потому в законе брегонов старательно разработаны все юридические отношения к землевладению и переходу прав собственности от одного лица к другому.

### Брак и семья
Одинаково подробно, хотя не всегда ясно, рассмотрены брачные отношения; в этих делах верховная юрисдикция принадлежала римскому папе, но благодаря дальности расстояния на «зелёном» острове развились своеобразные отношения между мужем и женою.
Расторжение брака было делом обыденным, и законодатели позаботились только об охранении имущественных прав как законной жены, так и незаконной; законная жена имела право уступать своё имущество полностью или по частям кому угодно, контролировала распоряжения мужа и могла выделить свою долю из общего владения, если её беспокоили притязания незаконной жены.
Дети почти никогда не воспитывались дома, а отдавались за известную плату одному из бедных оброчников или арендаторов, у которого девочки оставались до 14 лет, а мальчики до 17 лет. Если ребёнок умирал ещё очень маленьким, то заменялся другим; выросший воспитанник был обязан содержать приёмных родителей до своей смерти.
Уровень образования был, конечно, невысок: девочки должны были выучиться плести корзины, молоть на ручной мельнице, печь хлебы и «обряжать» скотину; для аристократок курс ученья дополнялся искусством прясть, кроить, шить и вышивать; мальчиков учили обжигать кирпичи, обрабатывать землю и рубить дрова, а аристократам преподавали верховую езду, плаванье, метанье пращей и шахматную игру. Пища была для всех одинаковая и однообразная; одежда, выдаваемая родителями, была скромная, и только дети королей носили шёлк; за убытки, наносимые детьми, пеню, или «éric», платили приёмные родители.

### Судопроизводство. Другие юридические нормы
Штрафы (пени) были единственным оружием в руках брегонов, которые не имели вообще возможности налагать других наказаний на виновных. Штрафы получали частично родственники пострадавшего, частично король; лицо, не имеющее возможности уплатить пеню, попадало в рабство. Арест не выражался заключением в тюрьму, а виновного заковывали в кандалы. Смертная казнь за убийство свободного человека была введена позднее католическим духовенством, приобретшим большое значение в стране.
Дороги, мосты, паромы и принадлежности рыбной ловли содержались за счёт общины, которая также заботилась о поддержании укреплений и крепостей, оберегающих túath от нападений соседних кланов. Воинская повинность исполнялась всеми способными носить оружие, мужчинами и женщинами безразлично; только предписание епископов в конце VII века (так называемый «Закон Адомнана») заставило женщин отказаться от военной службы.
Относительно судопроизводства сведений сохранилось очень мало; известно только, что были различные инстанции, обвинители, или прокуроры, и защитники. Границы земельных участков определялись межами и межевыми ямами; последние устраивались с теми же церемониями, которые доныне соблюдаются в русских деревнях, а именно засыпка углём и камнями, а также сечение мальчиков. Иногда границу участка определял огамический камень с именем предка.